# Gnamptogenys teffensis
Gnamptogenys teffensis é uma espécie de formiga do gênero Gnamptogenys.